# Фарм-Айленд (тауншип, Миннесота)
Фарм-Айленд (англ. Farm Island) — тауншип в округе Эйткин, Миннесота, США. На 2000 год его население составило 1071 человек.

## География
По данным Бюро переписи населения США площадь тауншипа составляет 2 км², из которых 2 км² занимает суша, а 2 км² — вода (21,36 %).

## Демография
По данным переписи населения 2000 года здесь находились 1071 человек, 434 домохозяйства и 335 семей. Плотность населения —  14,7 чел./км². На территории тауншипа расположено 1116 построек со средней плотностью 15,4 построек на один квадратный километр. Расовый состав населения: 98,04 % белых, 0,28 % афроамериканцев, 0,28 % коренных американцев, 0,09 % азиатов, 0,56 % — других рас США и 0,75 % приходится на две или более других рас. Испанцы или латиноамериканцы любой расы составляли 0,19 % от популяции тауншипа.
Из 434 домохозяйств в 25,6 % воспитывались дети до 18 лет, в 71,4 % проживали супружеские пары, в 3,5 % проживали незамужние женщины и в 22,8 % домохозяйств проживали несемейные люди. 19,1 % домохозяйств состояли из одного человека, при том 9,0 % из — одиноких пожилых людей старше 65 лет. Средний размер домохозяйства — 2,47, а семьи — 2,79 человека.
21,5 % населения — младше 18 лет, 5,5 % — в возрасте от 18 до 24 лет, 20,4 % — от 25 до 44, 32,9 % — от 45 до 64, и 19,7 % — старше 65 лет. Средний возраст — 47 лет. На каждые 100 женщин приходилось 108,0 мужчин. На каждые 100 женщин старше 18 приходилось 107,7 мужчин.
Средний годовой доход домохозяйства составлял 60 882 доллара, а средний годовой доход семьи —  74 375 долларов. Средний доход мужчин —  64 000  долларов, в то время как у женщин — 40 673. Доход на душу населения составил 30 067 долларов. За чертой бедности находились 6,6 % семей и 7,0 % всего населения тауншипа, из которых 8,7 % младше 18 и 14,1 % старше 65 лет.